# Arșavir Acterian
Arșavir Nazaret Acterian (n. 18 septembrie 1907, Constanța, România – d. 17 septembrie 1997, București, România) a fost un avocat, jurnalist, scriitor și memorialist român de origine armeană, membru al Uniunii Scriitorilor din România. 

## Biografie
Tatăl său a fost Aram Acterian, contabil la un magazin de manufactură; se lansase în comerțul de cereale. Mama sa, Haiganuș (n. Benlian) venise în Dobrogea din Kayseri (fostă Cezareea Capadociei), localitate din Turcia.
A fost frate cu Haig Acterian și Jeni Acterian. A urmat cursuri la Școala Evanghelică din Constanța, apoi a absolvit cursurile Liceului "Spiru Haret" din București în 1928, odată cu Constantin Noica, Barbu Brezianu, Alexandru Elian. Urmează apoi cursurile Facultăților de Litere și Drept din București. Și-a luat licența  la Facultatea de Drept în 1933. A fost, după cum declară chiar el, asistentul profesorului de drept Anibal Teodorescu.  A avut apoi îndeletniciri modeste: redactor la "Enciclopedia română", referent la Oficiul de Studii al Ministerului de Finanțe.   
Redactor-șef al revistei Vremea. Colaborator al revistelor Ideea Europeană, Fapta, Discobol. Coleg și prieten apropiat cu Emil Cioran, Constantin Noica, Mircea Eliade, Eugen Ionescu, Barbu Brezianu. Luând exemplul fratelui său Haig Acterian, Arșavir a fost simpatizant al Mișcării Legionare, scriind la anumite reviste legionare, dar fără a avea implicări în acțiuni politice sau propagandistice. Face parte dintr-o renumită familie de armeni ce a dat culturii române pe Jeni Acterian (regizoare și memorialistă) și Haig Acterian (critic teatral, regizor, director al Teatrului Național București). A făcut două perioade de închisoare politică între 1949-1953 și 1959-1964, trecând prin închisorile comuniste de la Jilava, Aiud și Canal, a doua oară, în Lotul Noica-Pillat, pentru răspândirea "cărților interzise cu conținut legionar" ale lui Emil Cioran și Mircea Eliade. După eliberarea sa, împreună cu alți  condamnați politici, prin Decretul 411 din 30 iulie 1964, lucrează ca mozaicar la Fabrica de cerneluri și la Fabrica de construcții, ca anticar și ca funcționar la Institutul de Hematologie. Fondator, în 1991, al Fundației Arhiva Culturală Română, alături de Fabian Anton.

## Debut
Arșavir Acterian a debutat în revista Vlăstarul a Liceului „Spiru Haret” în anul 1928 și, până la arestare, a colaborat la numeroase publicații ale epocii.

## Colaborări
- Ultima oră (1929)
- Vlăstarul (1928)
- Ecoul (1929)
- Fapta (1930)
- Curentul
- Floarea de Foc
- Dreapta
- Ulise (1932)
- Discobolul (1932)
- Axa (1932 și 1940)
- Freamătul vremii (1932)
- Vremea (1929 și 1936 - 1938)
- ABC (1934 - 1935)
- Ideea Românească (1935 - 1940)
- Da și Nu (1936)
- Excelsior (1936 - 1939)
- Bahag
- Viața (1942 - 1943)
- Seara (1943 - 1944)
- Tribuna tineretului (1942)
- Duminica (1943)
- Secera (1943 - 1944)

## Scrieri
- Pățanii din viața oamenilor mari, Editura Vremea, București, 1937
- Jurnalul unui pseudo-filosof, Editura Cartea Românească, București, 1992
- Privilegiați și năpăstuiți, Editura Institutului European, Iași, 1992
- Jurnal în căutarea lui Dumnezeu, Editura Institutului European, Iași, 1994
- Cum am devenit creștin, Editura Harisma, București, 1994
- Despre Mirare, Editura Ararat, București, 1996
- Portrete și trei amintiri de pușcăriaș, Editura Ararat, București, 1996
- Neliniștile lui Nastratin, Pagini de jurnal (1967- 1982),  Editura Alfa, Iași, 2000
- Amintiri despre Nicolae Steinhardt, Editura Dacia, Cluj, 2002
- Cioran, Eliade, Ionesco, Editura Eikon, Cluj, 2003
- Corabia nebunilor, Editura Ararat, București, 2006
- Jurnal 1929–1945/1958–1990, cuvinte de întâmpinare de Bedros Horasangian și Florin Faifer, Editura Humanitas, București, 2008 [7]